# When in Sodom
When in Sodom är det svenska death metal-bandet Entombeds sjätte EP, som gavs ut den 6 juni 2006 av Threeman Recordings.

## Låtlista
1. "When In Sodom" - 05:22
2. "Carnage" - 05:21
3. "Thou Shalt Kill" - 03:17
4. "Heresy" - 05:22
5. "Amen" - 04:23

## Banduppsättning
- Alex Hellid - gitarr
- Lars-Göran Petrov - sång
- Peter Stärnvind - trummor
- Nico Elgstrand - bas

### Medverkande
- Julia Gehlin - extra sång
- Erik Danielsson - låttextsskrivning (Carnage)